# Pugu
Pugu ist ein Verwaltungsbezirk (Ward) im Distrikt Ilala der Region Daressalam in Tansania.

## Geografie
Der Bezirk grenzt im Norden an Pugu Station, im Osten an Gongo la Mboto und Majohe, im Süden an Buyuni und im Westen an den Distrikt Kisarawe.
Bei der Volkszählung 2022 lebten 60.369 Menschen in 16.164 Haushalten auf einer Fläche von 15,7 Quadratkilometern.
Im Westen grenzt der Bezirk an das Waldschutzgebiet Pugu Nature Forest Reserve.

## Wirtschaft und Infrastruktur
- Bildung: Im Bezirk gibt es drei weiterführende Schulen.[6] Die Pugu Secondary School und die Kinyamwezi Secondary School sind staatliche Schulen für Mädchen und Burschen mit einer Ausbildung bis zur 4. Stufe.[7][8] Die Rosehill Secondary School ist eine Privatschule, die ebenfalls bis zur 4. Stufe ausbildet.[9]
- Gesundheit: In Pugu liegen ein staatliches Gesundheitszentrum, das Patienten ambulant und stationär betreut,[10] und eine private Entbindungsstation.[11]